# Olio di riso
L'olio di riso è l'olio estratto dal germe e dalla pellicola interna del riso che viene eliminata durante le fasi di sbramatura del riso e assume il nome di pula. L'olio di riso adeguatamente raffinato può avere un alto punto di fumo,  254°, e per il suo sapore delicato è adatto per metodi di cottura ad alta temperatura come cibi saltati in padella e fritture. In Giappone, Cina ed altri paesi asiatici, l'olio di riso è molto usato come olio da cucina.

## Effetti sulla Salute
L'olio di riso può avere anche degli effetti benefici, dato che può contenere orizanolo, un antiossidante che può aiutare nella prevenzione degli attacchi cardiaci; e fitosteroli, composti ritenuti capaci di ridurre l'assorbimento del colesterolo, oltre ad una quantità significativa di vitamina E.

## Caratteristiche chimico fisiche
Le caratteristiche chimico fisiche degli oli vegetali possono variare in funzione del processo di raffinazione.
I valori standard dell'olio di riso non raffinato sono:
| Caratteristiche chimico fisiche dell'olio di riso non raffinato | Caratteristiche chimico fisiche dell'olio di riso non raffinato |
| --------------------------------------------------------------- | --------------------------------------------------------------- |
| Densità relativa                                                | 0,910 – 0,929                                                   |
| indice di rifrazione                                            | 1,460 – 1,473                                                   |
| numero di saponificazione                                       | 180 – 199                                                       |
| numero di iodio                                                 | 90 - 115                                                        |

## Composizione
In tutti gli oli vegetali la composizione può variare in funzione della cultivar, delle condizioni ambientali, della raccolta e della lavorazione. 
L'olio di riso è composto prevalentemente da trigliceridi con la seguente distribuzione tipica di acidi grassi, come indicato nel Codex Alimentarius.
Legenda: ND, Non Determinato o ≤0,05%
| Composizione tipica dell'olio di riso | Composizione tipica dell'olio di riso | Composizione tipica dell'olio di riso |
| ------------------------------------- | ------------------------------------- | ------------------------------------- |
| acido grasso                          | Notazione Delta                       | concentrazione/(min-max)%             |
| acido laurico                         | 12:0                                  | ND-0,2                                |
| acido miristico                       | 14:0                                  | ND-1                                  |
| acido palmitico                       | 16:0                                  | 14–23                                 |
| acido palmitoleico                    | 16:1Δ9c                               | ND-0,5                                |
| acido margarico                       | 17:0                                  | ND                                    |
| acido eptadecenoico                   | 16:1Δ10c                              | ND                                    |
| acido stearico                        | 18:0                                  | 0,9–4                                 |
| acido oleico                          | 18:1Δ9c                               | 38–48                                 |
| acido linoleico                       | 18:2Δ9,c12c                           | 21–42                                 |
| acido α-linolenico                    | 18:3Δ9c,12c,15c                       | 0,1–2,9                               |
| acido arachico                        | 20:0                                  | ND– 0,9                               |
| acido gadoleico                       | 20:1Δ11c                              | ND– 0,8                               |
| acido eicosadienoico                  | 20:2Δ11c,14c                          | ND                                    |
| acido beenico                         | 22:0                                  | ND–0,1                                |
| acido erucico                         | 22:1Δ13c                              | ND                                    |
| acido lignocerico                     | 24:0                                  | ND–0,9                                |

L'alta concentrazione di acidi grassi polinsaturi e monoinsaturi lo renderebbe particolarmente suscettibile all'ossidazione se non fosse alta la concentrazione di antiossidanti :tocoferoli e tocotrienoli e soprattutto di gamma orizanolo.
Quest'ultimo risulta resistente alle temperature tipiche per la frittura (180°).
Legenda: ND,= Non Determinato
| concentrazione rilevata su oli non raffinati | concentrazione rilevata su oli non raffinati |
| Sostanza                                     | mg/kg                                        |
| -------------------------------------------- | -------------------------------------------- |
| gamma orizanolo                              | 9000 - 21000                                 |
| Tocoli totali                                | 191 - 2349                                   |
| Alfa-tocoferolo                              | 49-583                                       |
| Beta-tocoferolo                              | ND – 47                                      |
| Gamma-tocoferolo                             | ND – 212                                     |
| Delta-tocoferolo                             | ND-31                                        |
| Alfa-tocotrienolo                            | ND – 627                                     |
| Gamma-tocotrienolo                           | 142 – 790                                    |
| Delta-tocotrienolo                           | ND – 59                                      |

Molto alta nell'olio non raffinato la concentrazione di cere e steroli(10500-31000 mg/kg).
Legenda: ND, Non Determinato o ≤0,05%
| concentrazione rilevata su oli non raffinati | concentrazione rilevata su oli non raffinati |
| Sostanza                                     | % sul totale degli steroli                   |
| -------------------------------------------- | -------------------------------------------- |
| Colesterolo                                  | ND - 0,5                                     |
| Brassicasterolo                              | ND - 0,3                                     |
| Campesterolo                                 | 11,0 – 35,0                                  |
| Stigmasterolo                                | 6,0 – 40,0                                   |
| Β-sitosterolo                                | 25,0 – 67,0                                  |
| Delta-5-avenasterolo                         | ND – 9,9                                     |
| Delta-7-stigmastenolo                        | ND – 14,1                                    |
| Delta-7-avenasterolo                         | ND – 4,4                                     |
| altri steroli                                | 7,5 - 12,8                                   |